# 乙硫醇
乙硫醇（分子式：CH3CH2SH），是常见硫醇，在此结构上由乙醇中的氧原子被硫替代得到。无色透明易挥发的高毒油状液体，微溶于水，易溶于碱液和有机溶剂中，以具有强烈、持久且具刺激性的蒜臭味而闻名。它是2000年版吉尼斯世界纪录中收录的最臭的物质。空气中仅含五百亿分之一的乙硫醇时（0.00019mg/L），其臭味就可嗅到。

## 存在
天然少量存在于石油中。由于具有强烈气味，极低浓度的乙硫醇被加到液化石油气中，在气体泄漏時讓人可警覺到，以避免火灾和爆炸的發生。

## 制备
制备方法有：
1. 乙基硫酸钠和硫氢化钠反应而得。乙基硫酸钠通过无水乙醇和发烟硫酸反应制备。此法产率较低。
2. 氯乙烷与硫氢化钠反应而得。
3. 乙醇或乙烯与硫化氢高温气相催化反应得到。
4. 实验室中用溴乙烷与硫脲反应生成乙基异硫脲盐，然后用碱水解得到乙硫醇和脲。硫脲中的硫为亲核原子。使用硫脲是为了避免过度反应。

## 性质
用作有机合成试剂。可以发生硫醇的特征反应。
- 被漂白剂或其他氧化剂氧化，得到几乎无味的亚砜。
- 与碱（如氢氧化钠或氢化钠）反应，生成亲核性的硫醇盐（NaSEt）。[2]亲核性的硫醇负离子在合成中很有用途。
- 温和氧化（如双氧水）生成二乙基二硫：

{\displaystyle {\rm {2EtSH+H_{2}O_{2}\rightarrow EtS-SEt+2H_{2}O\,}}}
- 容易与软的金属离子（如Hg2+、Cu+）生成聚合结构的硫醇配合物（如Hg(SEt)2、CuSEt）。